# La Taule (film, 2000)
Pour le film américain, voir La Taule (film, 1964).
Pour plus de détails, voir Fiche technique et Distribution.
La Taule est un film français réalisé par Alain Robak, sorti en 2000.

## Fiche technique
- Réalisation : Alain Robak
- Scénario et adaptation : Philippe Eineck et Jean-Marc Parisis
- Dialogues : Laurent Baffie
- Photographie : Bernard Dechet
- Musique : Thomas Schönberg
- Son : Claude Hivernon
- Décors : Bruno Bruneau
- Costumes : Clémentine Joya
- Montage : Elisabeth Moulinier
- Cascades : Gilles Conseil
- Directeur de production : Claudine Zidi
- Production : Marie-Dominique Girodet
- Sociétés de production : Aussie Films
- Distribution :  France : Chameau Distribution
- Pays d'origine :  France
- Genre : comédie dramatique
- Durée : 90 minutes
- Date de sortie :
  - France -  12 janvier 2000

## Distribution
| - Claude Brasseur : le chef maton - Olivier Martinez : le muet - Bernard Le Coq : le directeur - Gilbert Melki : le flic - Saïd Taghmaoui : l'innocent - Chick Ortega : le branleur - Michel B. Dupérial : P'tit Gris - Moussa Maaskri : Manouche - Samir Guesmi : le cuistot - Rémy Roubakha : Gameleur - Patrice Albertini : le député - Gérard Bôle du Chaumont : Crado - Christian Zanetti : le travelo - Stéphane Guillon : Dingo - Jean-Marie Juan : le maton parfumé - Georges Staquet : Sanseau - Vincent Schmitt : le maton vanneur | - Hervé Rey : l'homo - Jacques Le Carpentier : Muscu - Olivier Achard : Fine gueule - Tchee Meas : Dong Dong - Benjamin Feitelson : Julot - Franck-Olivier Bonnet : le maton raciste - Gérard Moulévrier : le maton greffe - Serge Boulard : le prof - Jeremy Banster : le maton sportif - Didier Detoisien : le maton de la surveillance - Zoon : le maton fatigué - Marina Tomé : l'inspectrice - Mario Pecqueur : l'inspecteur-chef - Marc Prin : l'inspecteur au calepin - Jérôme Soubeyrand : un détenu inconnu - Philippe Neunreuther : l'évadé |

## Lieux de tournage
- Aisne
  - Saint-Quentin